# Wezwanie do miłości
Wezwanie do miłości – dzieło będące nieautoryzowanym zbiorem krótkich filozoficznych i religijnych wykładów indyjskiego jezuity Anthoniego de Mello, wydane w roku 1990.
De Mello komentuje wybrane fragmenty Ewangelii przez pryzmat duchowości Wschodu, zwłaszcza buddyzmu zen, pod kątem autoterapii i samopomocy. 